# Paul Rosenfeld
Pour les articles homonymes, voir Rosenfeld.
Paul Leopold Rosenfeld, né le 4 mai 1890, mort le 21 juillet 1946, est un journaliste et critique musical américain.

## Biographie
Né à New York dans une famille juive d'origine allemande, Paul Rosenfeld étudie à la Riverview Military Academy de Poughkeepsie, puis à l'université Yale, obtenant son diplôme en 1912.
Après des études secondaires à l'école de journalisme de l'université Columbia, il devient un journaliste prolifique, abordant les domaines de la littérature et des beaux-arts aussi bien que la musique. Proche d'Alfred Stieglitz, sa culture est très étendue, avec une approche intellectuelle typiquement européenne. Deux ans après sa mort, son ami Edmund Wilson considère que les articles qu'il avait rédigés étaient « sans le moindre compromis envers les goûts du public » à son époque.
Certaines de ses positions esthétiques lui valent d'être cité dans le Lexique d'invectives musicales de Nicolas Slonimsky — ainsi, lorsqu'il assimile le Concerto pour piano no 2 de Rachmaninov à « un festin funèbre de miel et de confitures ».
Rosenfeld a collaboré à The New Republic, Seven Arts, Vanity Fair, The Nation, The Dial et Modern Music.  Il devient éditeur du magazine Seven Arts de 1916 à 1918.
Il est un des premiers critiques à reconnaître le génie novateur de Edgar Varèse (Twice a Year, 1938).

## Œuvres
- The Boy in the Sun (1928), roman autobiographique.

## Source
- (en) Cet article est partiellement ou en totalité issu de l’article de Wikipédia en anglais intitulé « Paul Rosenfeld » (voir la liste des auteurs).